# Аннапурна Південна
Аннапурна Південна або Аннапурна Дакшин або Модіце (англ. Annapurna South, Dakshin, Moditse) — гора в Азії, висотою — 7219 метрів, у гірського масиву Аннапурна в Гімалаях на території зони Ґандакі у Непалі.

## Географія
П'ята за висотою самостійна гора гірського масиву Аннапурна. Вершина розташована у південно-західній частині цього масиву, між горами Аннапурна Фанг (7647 м) — на півночі і з'єднана з нею хребтом з вершинами Аннапурна Дакшин Центральна (7094 м) та Модіце (7126 м) і сідловиною (6444 м); та вершиною Гюнчулі (6441 м) — на південному сході. Вершини Аннапурна Дакшин Центральна, Модіце та Гюнчулі — є по суті частиною масиву Аннапурни Південної. Адміністративно вершина розташована в північно-західній частині зони Ґандакі, на півночі Західного регіону у Непалі, за 58 км на південний захід від кордону з Китаєм, за 9 км на південь — південний-захід від Аннапурни I (8091 м), за 312 км на захід — північний-захід від гори Еверест (8848 м) та за 175 км на північний-захід від столиці Непалу — Катманду. Вершина являє собою масивну гору (масив) з чотирма значними вершинами, три з яких мають висоту понад 7,0 тис. м. Масив простягся з південного заходу на північний схід і має вершини: Аннапурна Південна (Головна), Аннапурна Дакшин Центральна та Модіце. З південної сторони масиву відходить відріг на південний схід, який закінчується вершиною Гюнчулі (6441 м). Масив вінчає південно-західний кінець головного хребта групи Аннапурни.
Північні і західні схили масиву спускаються в долину річки Калі Ґандакі, в той час як південні схили опускаються в долину річки Моді-Хола, ліву притоку Калі Ґандакі. Вершина піднімається над долиною Моді-Хола більш, ніж на 5000 м.
Абсолютна висота вершини 7219 метрів над рівнем моря. За цим показником вона займає 101-ше місце у світі. Відносна висота — 775 м з найвищим сідлом 6444 м. Топографічна ізоляція вершини відносно найближчої вищої гори Аннапурна Фанг (7647 м) — становить 5,16 км.

## Підкорення
Першим, хто підкорив гору, була японська експедиції за участю альпіністів Харуо Хігуті та Шерпа Карма. Вони досягли вершини 15 жовтня 1964 року. Маршрут сходження пролягав з базового табору Аннапурна від Аннапурна Дакшин Центральна до Аннапурна Південна Головна.

## Галерея

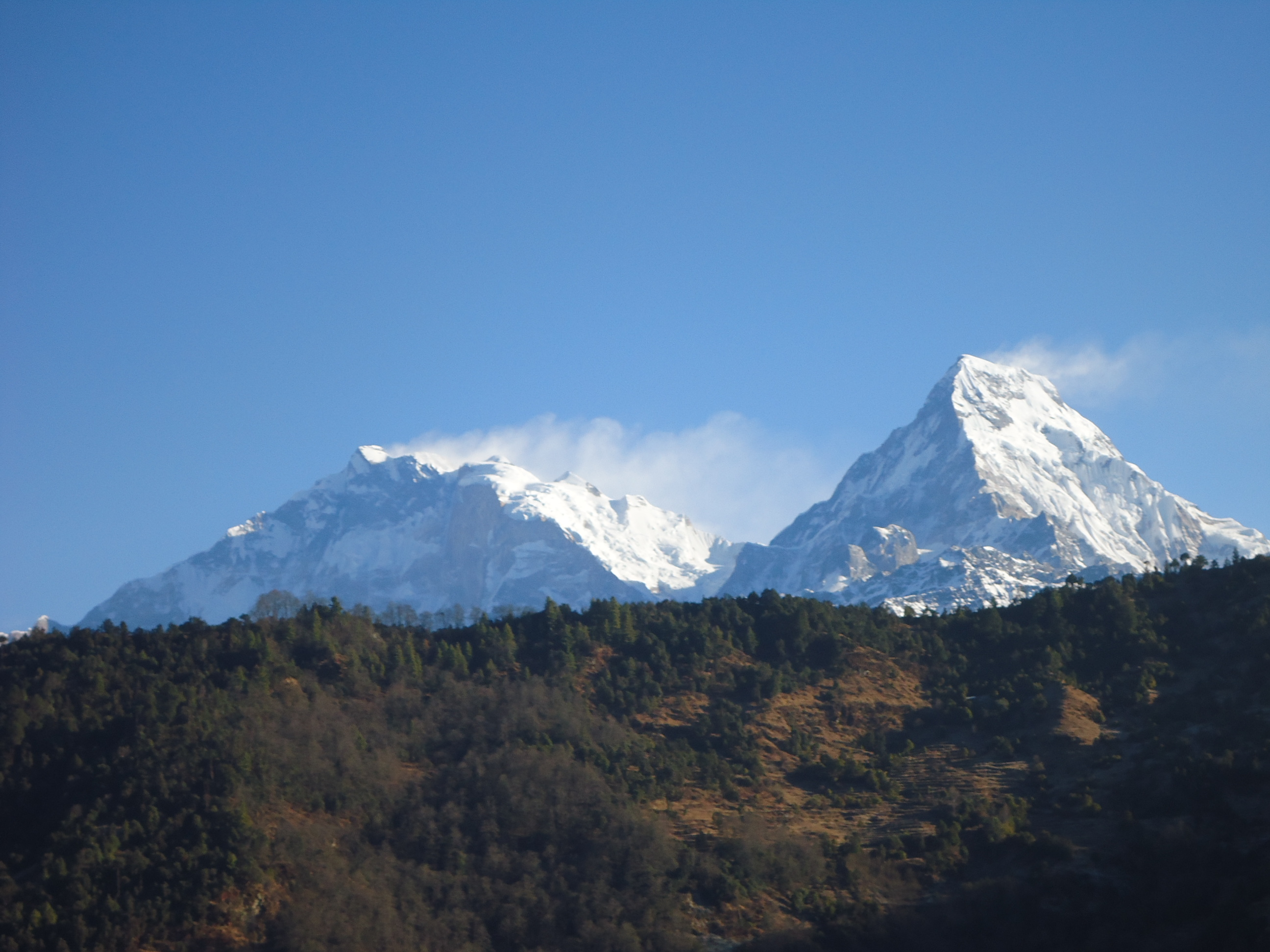
Аннапурна I (ліворуч), Аннапурна Південна (праворуч)
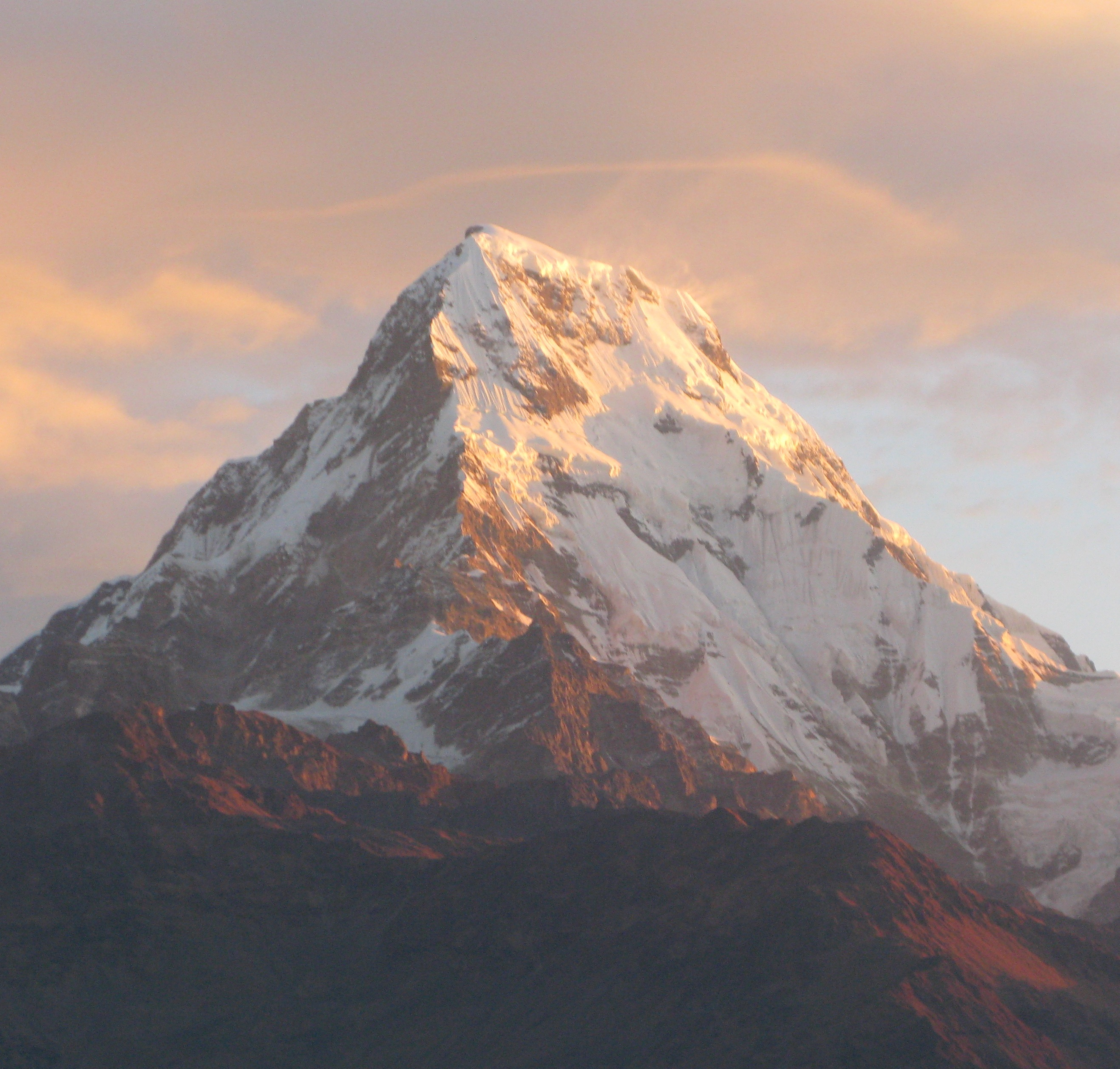
Вид на Аннапурну Південну з Пун Гілл
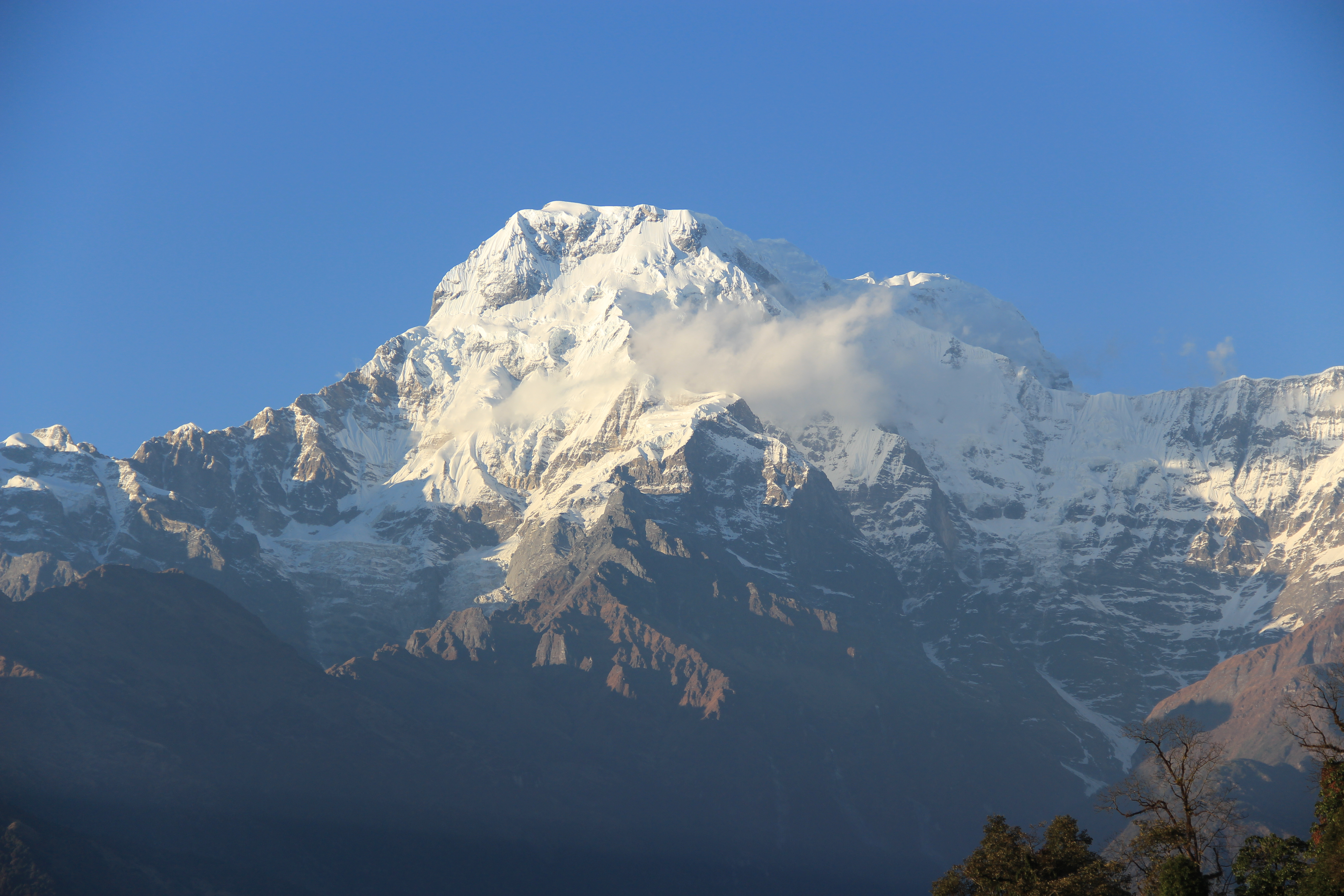
Аннапурна Південна